# 骷髏島：金剛崛起
《骷髏島：金剛崛起》是2023年动作冒险游戏，由IguanaBee开发、GameMill Entertainment发行，对应PlayStation 5、PlayStation 4、Xbox Series X/S、Xbox One、任天堂Switch、Windows平台。
据Metacritic，游戏获得「普遍差评」；据OpenCritic统计，游戏获得0%媒体推荐。